# Osnovna šola Bežigrad
Osnovna šola Bežigrad je ena izmed osnovnih šol v Ljubljani, ki deluje kot javni zavod Mestne občine Ljubljana. Nahaja se na Črtomirovi ulici 12 za Bežigradom.

## Zgodovina
Šola je bila ustanovljena leta 1976 kot Osnovna šola Borisa Ziherla, poimenovana po narodnemu heroju Borisu Ziherlu. 12. junija 1997 je bila šola preimenovana v trenutni naziv.

## Zanimivosti
Med letoma 1945 in 1960 je bila današnja Osnovna šola dr. Vita Kraigherja Ljubljana poimenovana kot OŠ Bežigrad.